# Desmocapsa gelatinosa
Desmocapsa gelatinosa is een soort in de taxonomische indeling van de Myzozoa, een stam van microscopische parasitaire dieren. Het organisme komt uit het geslacht Desmocapsa en behoort tot de familie Desmocapsaceae. Desmocapsa gelatinosa werd ontdekt door Pascher.